# (6391) Africano
(6391) Africano es un asteroide perteneciente al cinturón de asteroides, región del sistema solar que se encuentra entre las órbitas de Marte y Júpiter.
Fue descubierto el 21 de enero de 1990 por Eleanor F. Helin  desde el Observatorio Palomar.

## Designación y nombre
Designado provisionalmente como 1990 BN2, fue nombrado en honor a John L. Africano, astrónomo de la Estación Óptica de Maui de la Fuerza Aérea (AMOS), quien ha desempeñado un papel central en el programa JPL/AMOS en planetas menores. Anteriormente estuvo involucrado en numerosos proyectos fotométricos, que van desde el análisis de estrellas frías hasta el momento de las ocultaciones, como observador del personal en el Observatorio Nacional Kitt Peak, y antes de eso en el Observatorio Cloudcroft.

## Características orbitales
(6391) Africano está situado a una distancia media del Sol de 2,647 ua, pudiendo alejarse hasta 2,997 ua y acercarse hasta 2,297 ua. Su excentricidad es 0,132 y la inclinación orbital 14,249 grados. Emplea 1572,72 días en completar una órbita alrededor del Sol.
Pertenece a la familia de asteroides de (15) Eunomia.

## Características físicas
La magnitud absoluta de (6391) Africano es 13,76. Tiene 5,880 km de diámetro y su albedo se estima en 0,268.